# Feri Attila
Feri Attila (Marosvásárhely, 1968. szeptember 24. –) magyar súlyemelő.

## Pályafutása
Romániában ismerkedett meg a súlyemeléssel, klubja a Marosvásárhely SC volt. Családjával Magyarországra áttelepülve a Nyíregyházi Vasutas Sport Club sportolója lett. Edzője Glückmann Pál volt. Átlagos magasságú (175 cm), arányos testi felépítésű (67–76 kg), erős izomzata biztosította, hogy eredményes sportoló lehessen. Súlycsoportja előbb a könnyűsúly, majd a váltósúly lett.

## Kiemelkedő eredményei

### Olimpia
- Spanyolországban, Barcelona adott otthont a XXV., az 1992. évi nyári olimpiai játékok súlyemelő tornájának, ahol román versenyzőként a könnyűsúlyban a 12. helyen végzett.
- Amerikában, Atlantában rendezték a XXVI., az 1996. évi nyári olimpiai játékok súlyemelő tornáját, ahol a könnyűsúlyú súlycsoportban bronzérmet (340 kg) (szakítás:152,5 kg, lökés: 187,5 kg) szerzett.
- Görögország fővárosában, Athénban rendezték a XXVIII., a 2004. évi nyári olimpiai játékok súlyemelő tornáját, ahol könnyűsúlyúban 7. lett.

### Világbajnokság
- 1994-ben a világbajnoki tornán lökésben aranyérmet nyert.
- 2001-ben Törökországban Antalyában rendezett tornán 77 kg-os középsúlyú súlycsoportban, lökésben 200 kg-os teljesítménnyel bronzérmet szerzett. A tornán összetettben az 5. helyen végzett, 360 kg-ot teljesített (szakítás: 160 kg, lökés: 200 kg) – új országos csúcs (régi: Feri 355 kg, 1998.09.12.).

### Európa-bajnokság
- 1995-ben a könnyűsúlyú súlycsoportban bronzérmet (340 kg) nyert.
- 2001-ben eggyel magasabb súlycsoportban, váltósúlyban bronzérmet (350 kg) szerzett.
- 2002-ben összetettben bronzéremmel zárta a tornát.

### Országos bajnokság
Nyolcszoros magyar bajnok (1993, 1994, 1996, 1997, 1998, 1999, 2000, 2001).

## Sikerei, díjai
A parlamentben Göncz Árpád köztársasági elnök, Horn Gyula miniszterelnök és Gál Zoltán, az Országgyűlés elnöke fogadta. Olimpiai eredményességének elismeréseként Göncz Árpádtól a Magyar Köztársasági Ezüst Érdemkereszt (polgári tagozat) kitüntetést kapta.